# Koreaanse Arbeiderspartij
De Koreaanse Arbeiderspartij (Koreaans: 조선로동당, Chosŏn Rodongdang) is de regerende partij van Noord-Korea, de eerste leider was Kim Il-sung.

## Geschiedenis

### 1920-1948
Reeds in 1921 werden er twee Koreaanse communistische partijen opgericht. Op aandringen van de Communistische Internationale fuseerden beide partijen, doch de partij viel spoedig na de fusie uiteen. In 1925 werd een nieuwe communistische partij opgericht, de Communistische Partij van Korea (CPK). De leden van de CPK bestond uit Koreanen die naar de Sovjet-Unie waren gevlucht vanwege de Japanse bezetting van Korea. Vanaf de jaren 30 voerden CPK'ers guerrilla-acties uit in noordelijk Korea. CPK werd in haar guerrilla-activiteiten gesteund door de Communistische Partij van China. Een van de guerrillaleiders van de CPK was Kim Il-sung. Na de Grote Zuiveringen van Stalin eind jaren 30, waarbij ook Koreaanse partijleiders werden omgebracht, rees de ster van Kim Il-sung binnen de CPK. Van 1938 tot het einde van de Tweede Wereldoorlog verbleef Kim Il-sung in de Sovjet-Unie waar hij werd opgeleid en de rang van kapitein van het Rode Leger kreeg. In 1942 werd hij leider van de in de USSR verblijvende Koreaanse communisten.
Het Rode Leger bevrijdde in augustus 1945 noordelijk Korea en installeerde er een militair bestuur. Kim Il-sung keerde nog in hetzelfde jaar naar Korea terug en kreeg een baan in de civiele administratie van de Russische bezettingszone.
In 1945 werd met Russische steun het Noord-Korea Bureau van de Communistische Partij van Korea opgericht in noordelijk Korea. In zuidelijk Korea werd het Zuid-Korea Bureau van de Communistische Partij van Korea opgericht. Kim Jong Bom, een communistische veteraan werd voorzitter van het Noord-Koreau Bureau. In 1946 werd het Noord-Korea Bureau omgevormd tot de Communistische Partij van Noord-Korea (CPNK) en het Zuid-Korea Bureau omgevormd tot de Communistische Partij van Zuid-Korea (CPZK). Kim Jong Bom werd voorzitter van het Centraal Comité van de CPNK en Pak Hon Jong tot voorzitter van de CPZK.
Nog in 1946 werd het Verenigd Democratische Nationaal Front opgericht in de Russische Zone, waarin naast de CPNK ook andere "anti-fascistische" partijen zitting hadden. Op 29 juli 1946 ging de Nieuwe Volkspartij, een kleinere communistische partij op in de CPNK, de CPNK veranderde haar naam in Noord-Koreaanse Arbeiderspartij. Kim Tu Bong werd voorzitter van de nieuwe partij. Bij de 'vrije verkiezingen' voor het Noord-Koreaanse Voorlopige Volkscomité behaalde het Verenigd Democratisch Nationaal Front een grote overwinning. Kim Il-sung, inmiddels lid van het Centraal Comité en het Politbureau van de Noord-Koreaanse Arbeiderspartij (NKAP), werd tot voorzitter van het Voorlopig Volkscomité gekozen.
In 1947 fuseerde Zuid-Koreaanse Communistische Partij met een kleinere communistische partij tot de Zuid-Koreaanse Arbeiderspartij.
In maart 1947 sprak de NKAP zich uit vóór de opdeling van Korea in twee afzonderlijke staten, één "socialistische" en één "kapitalistische". In 1948 ontstond in noordelijk Korea de Democratische Volksrepubliek Korea en in zuidelijk Korea de Republiek Korea.

### 1949-heden
Kim Il-sung werd niet alleen premier (vanaf 1972 president) van de Democratische Volksrepubliek (Noord-) Korea, maar ook secretaris-generaal van de Noord-Koreaanse Arbeiderspartij.
In 1949 fuseerden de Noord-Koreaanse Arbeiderspartij en de Zuid-Koreaanse Arbeiderspartij. De nieuwe partij kreeg de naam Koreaanse Arbeiderspartij (Chõson Rodongdang). Kim Il-sung werd tot secretaris-generaal gekozen en Pak Hon Jong als vicevoorzitter. De laatste werd ook leider van de Zuid-Koreaanse afdeling van de Koreaanse Arbeiderspartij. Tijdens de Koreaoorlog werd de Zuidelijke Koreaanse Arbeiderspartij verboden.
Tot 1953 woedde de Koreaoorlog en kwam er weinig terecht van de opbouw van de socialistische samenleving. Na de Koreaoorlog (1953) begon met de collectivisatie van het land, de oprichting van staatsboerderijen, de industrialisering, enz.
In 1955 werd de Juche, de politieke filosofie van Kim Il-sung als "creatieve vinding" aan de officiële marxistisch-leninistische staatsideologie toegevoegd. Van 1972 werd de Juche zelfs de officiële ideologie (als vervolmaking van het marxisme-leninisme).
Kim Il-sung hield de touwtjes stevig in handen, maar kon uiteindelijk niet voorkomen dat er verschillende facties ontstonden binnen de Koreaanse Arbeiderspartij, nl. een Russische, een Vaderlandse, een Chinese en een Partizanen-factie. Kim Il-sung kan tot de laatste factie worden gerekend, omdat hij zelf partizanenleider was geweest. Men kwam overeen dat iedere factie met 4 leden in het Politbureau zou worden vertegenwoordigd, met uitzondering van de Partizanen-factie, die met 3 leden in het Politbureau vertegenwoordigd was, doch uiteindelijk wel de meeste invloed verkreeg.
In de jaren vijftig en zestig werden Russische, de Chinese en de Vaderlandse facties uitgeschakeld. De aanhangers van de Vaderlandse-factie werden het meest vervolgd. Pak Hon Jong, de vicevoorzitter van de Koreaanse Arbeiderspartij en leider van de Zuid-Koreaanse Arbeiderspartij die tijdens de Koreaoorlog naar Noord-Korea was gevlucht en sindsdien als leider van de Vaderlandse-factie werd beschouwd werd in 1956 ter dood veroordeeld.
Tijdens het China-Sovjet conflict (sinds 1961) koos Kim Il-sung geen partij. Noord-Korea profiteerde van deze keuze omdat het economische hulp van beide grootmachten ontving.
In de jaren zestig, maar vooral in de jaren zeventig en tachtig werd de rol van de partij die van tussenpersoon tussen de Grote Leider en de 'massa' (arbeiders, boeren en intellectuelen). Deze rol vervult de Koreaanse Arbeiderspartij nog steeds. In 1972 werd de speciale rol van de Koreaanse Arbeiderspartij in de grondwet opgenomen en vanaf de jaren 80 werkt de partij nauw samen met de oppositiepartij Sociaaldemocratische Partij.
In het najaar van 1989 vielen de communistische regimes in Oost-Europa en in 1991 kwam er een einde aan de Sovjet-Unie. Weliswaar bleven de communisten in China aan de macht, maar zij liberaliseerden hun regime sinds het begin van de jaren 90. Het Noord-Koreaanse regime bleef echter vasthouden aan Juche en de bijzondere rol van de Koreaanse Arbeiderspartij. In 1990 werd echter wel het marxisme-leninisme als ideologie afgeschaft. Alle verwijzingen naar het marxisme werden uit de grondwet geschrapt. De Juche, de leer van Kim Il-sung, verving het marxisme definitief. In januari 1991 kondigde Kim Il-sung een "grote verandering" aan. Voortaan zouden de partijleiders meer naar het volk luisteren en nog meer als tussenpersonen tussen de massa en het "Grote Brein" fungeren. Om hun aanhankelijkheid aan het regime te betonen moesten meer mensen zich bij de Koreaanse Arbeiderspartij of de massaorganisaties aansluiten.
In 1994 overleed de "Grote Leider". Kim Il-sung werd tot "Eeuwig President" uitgeroepen en zijn zoon Kim Jong-il volgde hem op. Zijn bijnaam luidt "Grote Generaal". Er werden echter geen liberaliseringen doorgevoerd. In 1997 werd Kim Jong-il tot secretaris-generaal gekozen.
Na de dood van Kim Jong-il werd diens zoon Kim Jong-un in 2012 zijn opvolger als secretaris-generaal en de leider van het land. Ook onder zijn bewind blijft Juche de staatsideologie. In 2021 benadrukte Kim Jong-un dat het socialisme en communisme de doeleinden en idealen zijn van de partij.

## Partijstructuur
Aan de basis van de Koreaanse Arbeiderspartij staat het partijcongres dat iedere vijf jaar bijeen komt en het Centraal Comité van de partij kiest. Het Centraal Comité komt zelden bijeen, net als het Politbureau. Het dagelijks bestuur van de partij wordt uitgeoefend door het Presidium van het Politbureau, ook wel Permanent Comité van het Politbureau genaamd. Het Secretariaat is het hoogste administratieve orgaan van de partij. De Centrale Militaire Commissie is verantwoordelijk voor de coördinatie van de partijorganisatie binnen het Koreaanse Volksleger.
De voorzitter van het Permanente Comité van het Politbureau is de secretaris-generaal van de Koreaanse Arbeiderspartij, op dit moment Kim Jong-un.